# Cidlina
Cidlina (deutsch Zidlin, früher auch Cidlin) ist eine Gemeinde in Tschechien. Sie liegt 14 Kilometer südwestlich von Třebíč und gehört zum Okres Třebíč.

## Geographie
Cidlina befindet sich im Süden der Böhmisch-Mährischen Höhe am Oberlauf des Jakubovský potok. Nördlich erhebt sich der Srnčí vrch (682 m), östlich der Kozí vrch (574 m) und im Westen der V Kopcích (669 m). Südlich des Dorfes liegt der Teich Skřípový rybník.
Nachbarorte sind Čáslavice im Nordosten, Bolíkovice und Babice im Osten, Lesonice im Südosten, Martínkov im Südwesten, Horky im Westen sowie Bítovánky im Nordwesten.

## Geschichte
Die erste urkundliche Erwähnung von Czidlin erfolgte im Jahre 1356 als Besitz des Nikolaus von Czidlin. Zuvor gehörte der Ort dem Kloster Louka, das bereits zu Beginn des 13. Jahrhunderts eine Hufe von Cidlina durch Markgraf Vladislav Heinrich erhalten hatte. 1364 gehörte ein Teil des Ortes zu den Gütern in Lesonice, die Drslav von Lesonice an Jimram von Jakubov verkaufte, der einem Familienzweig der Herren von Pernstein angehörte. Ab 1415 wurde der Ort als Maiori Czygliny bezeichnet, weil in der Umgebung noch ein weiteres Dorf Cidlinky bestand, das seit 1513 als wüst bezeichnet wurde.
Im Laufe des 15. und 16. Jahrhunderts erfolgten weitere Besitzerwechsel. In der Nachbarschaft lag das Dorf Dubec, welches seit 1542 wüst genannt wurde. In der zweiten Hälfte des 16. Jahrhunderts lag auch Maiori Czygliny wüst.
1624 begann die Herrschaft Lesonice mit der Neubesiedlung von Cidlina. Von den 17 Gehöften wurde 11 wieder bewirtschaftet und die Fluren des südlich von Babice gelegenen erloschenen Dorfes Martinice kamen zu Cidlina hinzu. Wegen der unerträglichen Lasten brach 1775 in der Herrschaft Lesonice ein Aufstand der Leibeigenen gegen den Besitzer Karl Nádasdy aus, an dem sich auch die Bewohner von Cidlina beteiligten. Der Aufstand wurde durch das Militär blutig niedergeschlagen. 1843 lebten in Cidlin 254 Menschen. Bis zur Aufhebung der Patrimonialherrschaften im Jahre 1849 gehörte das Dorf zur Herrschaft Lesonice. Danach bildete Cidlina mit Babice, Bolíkovice und Lesonice eine Gemeinde, die ab 1850 dem politischen Bezirk Znaim zugeordnet war. 1850 hatte der Ort 281 Einwohner, seitdem ist deren Zahl rückläufig. Pfarr- und Schulort war Babice. 1875 entstand die Gemeinde Cidlina.
Im Jahre 1880 hatte Cidlina 233 Einwohner, die alle der tschechischen Volksgruppe angehörten. Seit 1896 war das Dorf der neu eingerichteten Bezirkshauptmannschaft Mährisch Budwitz zugewiesen. 1912 nahm in Cidlina eine einklassige Dorfschule den Unterricht auf. Von 1949 bis 1960 gehörte die Gemeinde zum Okres Moravské Budějovice und wurde nach dessen Auflösung dem Okres Třebíč zugeordnet. 1980 erfolgte die Eingemeindung nach Lesonice. Seit dem Beginn des Jahres 1995 bildet Cidlina wieder eine eigene Gemeinde.

## Gemeindegliederung
Für die Gemeinde Cidlina sind keine Ortsteile ausgewiesen.

## Sehenswürdigkeiten
- Vier Meter hohes Steinkreuz und hölzernes Glockentürmchen am Dorfplatz, die Glocke wurde 2006 aufgestellt
- Kapelle
- Karlova studánka, aus der im Wald nordöstlich des Dorfes gelegenen Quelle soll Karl IV. getrunken haben